# Stava (commune d'Österåker)
Pour les articles homonymes, voir Stava.
Stava est une localité de Suède dans la commune d'Österåker située dans le comté de Stockholm.
Sa population était de 370 habitants en 2019.